# Jonas Lie (Politiker)

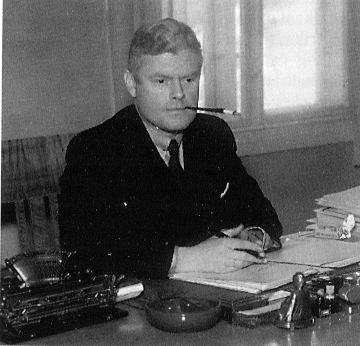
Jonas Lie vor 1940

Jonas Lie (* 31. Dezember 1899 in Christiania; † 11. Mai 1945 in Oslo) war ein norwegischer Politiker und Polizeioffizier. Während der deutschen Besetzung Norwegens im Zweiten Weltkrieg war er von 1942 bis 1945 Polizeiminister in der Regierung Quisling.

## Leben
Lie erhielt seinen Vornamen nach seinem Großvater, dem norwegischen Schriftsteller Jonas Lie, sein Vater Erik war ebenfalls Schriftsteller. Nach einer juristischen Ausbildung trat er 1930 in den norwegischen Polizeidienst ein, wo der fanatische Antikommunist rasch Karriere als Polizeioffizier machte. 1936 begleitete er Leo Trotzki, der zunächst in Norwegen Asyl gefunden hatte, auf einem Frachtschiff nach Mexiko. Daneben veröffentlichte Lie unter dem Pseudonym Max Mauser mehrere Kriminalromane.
Der deutsche Reichskommissar Josef Terboven ernannte Lie nach der deutschen Besetzung Norwegens 1940 (Operation Weserübung) zum kommissarischen Polizeichef des Landes. In dieser Rolle wurde er zum Rivalen Vidkun Quislings um die Gunst der deutschen Besatzer. Bereits 1935 hatte er dessen Partei Nasjonal Samling wieder verlassen, war aber 1940 wieder eingetreten. Zugute kamen ihm gute Kontakte zu Heinrich Himmler. Auf Druck Terbovens, der mit ihm zunächst sogar Quisling ersetzen wollte, ernannte ihn Quisling 1942 zum Polizeiminister in seinem neu gebildeten Kabinett. Lie wurde auch Chef der 1941 durch Himmler ins Leben gerufenen norwegischen SS, der er als Standartenführer zum 21. Mai 1941 beitrat. Zum 22. Januar 1944 wurde er zum SS-Oberführer befördert (SS-Nummer 401.276). In dieser Funktion war Lie zeitweilig auch an der Ostfront auch bei der Einsatzgruppe D unter Otto Ohlendorf, um mehr über die Gegebenheiten vor Ort zu erfahren.
Mit dem Zusammenbruch der deutschen Herrschaft im Mai 1945 endete auch die Karriere von Jonas Lie. Sein Tod am 11. Mai 1945, dem Tag der Befreiung Norwegens, ist ungeklärt. Nach unterschiedlichen Angaben soll er sich erschossen haben oder einem Herzinfarkt infolge überhöhten Alkoholkonsums erlegen sein.